# Kalflack

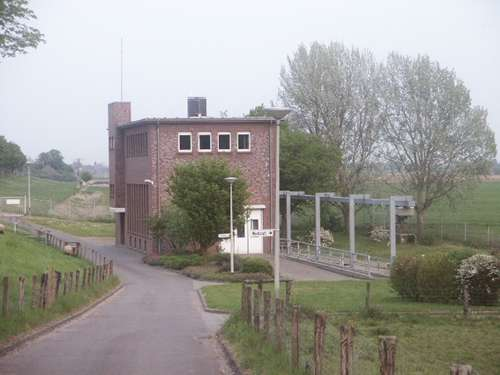
Kalflack-gemaal bij Emmericher Eyland

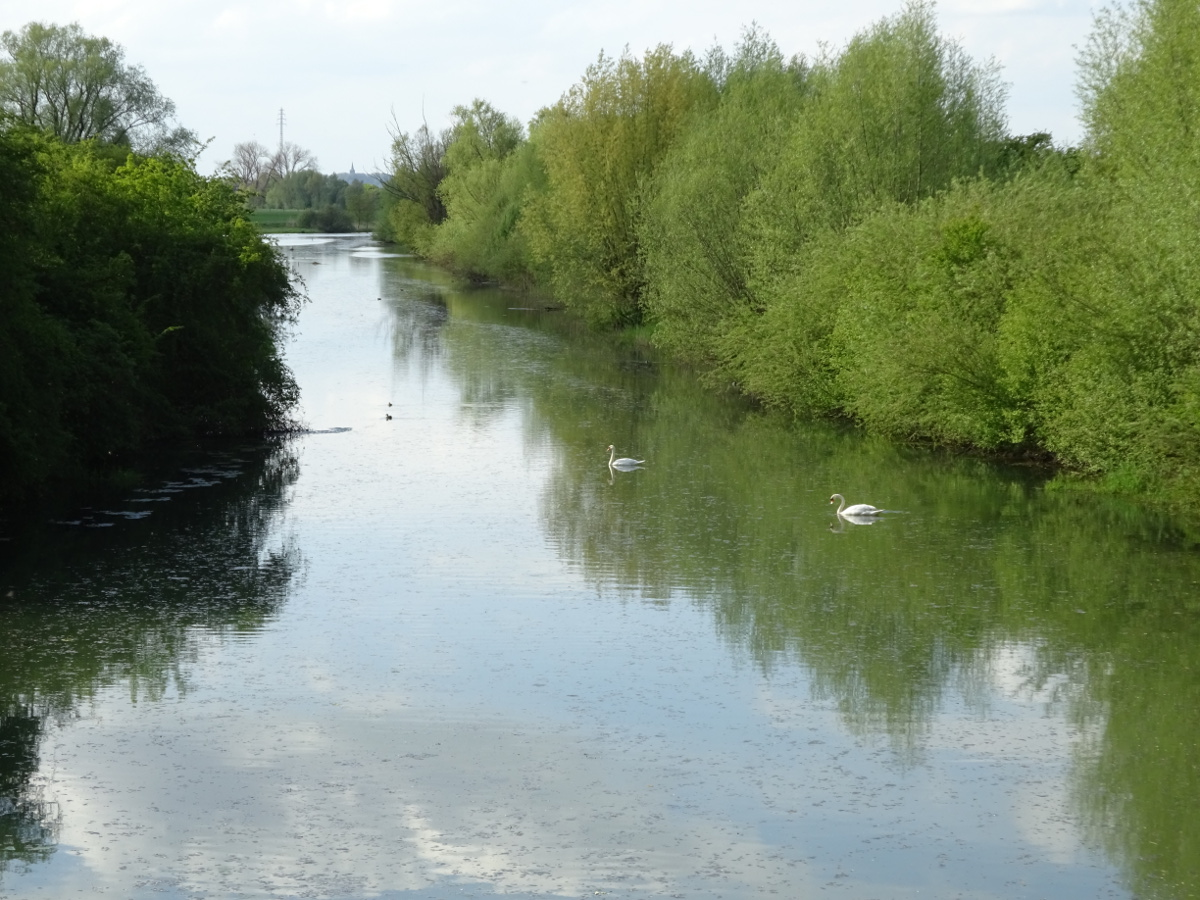
De Kalflack nabij Emmericher Eyland

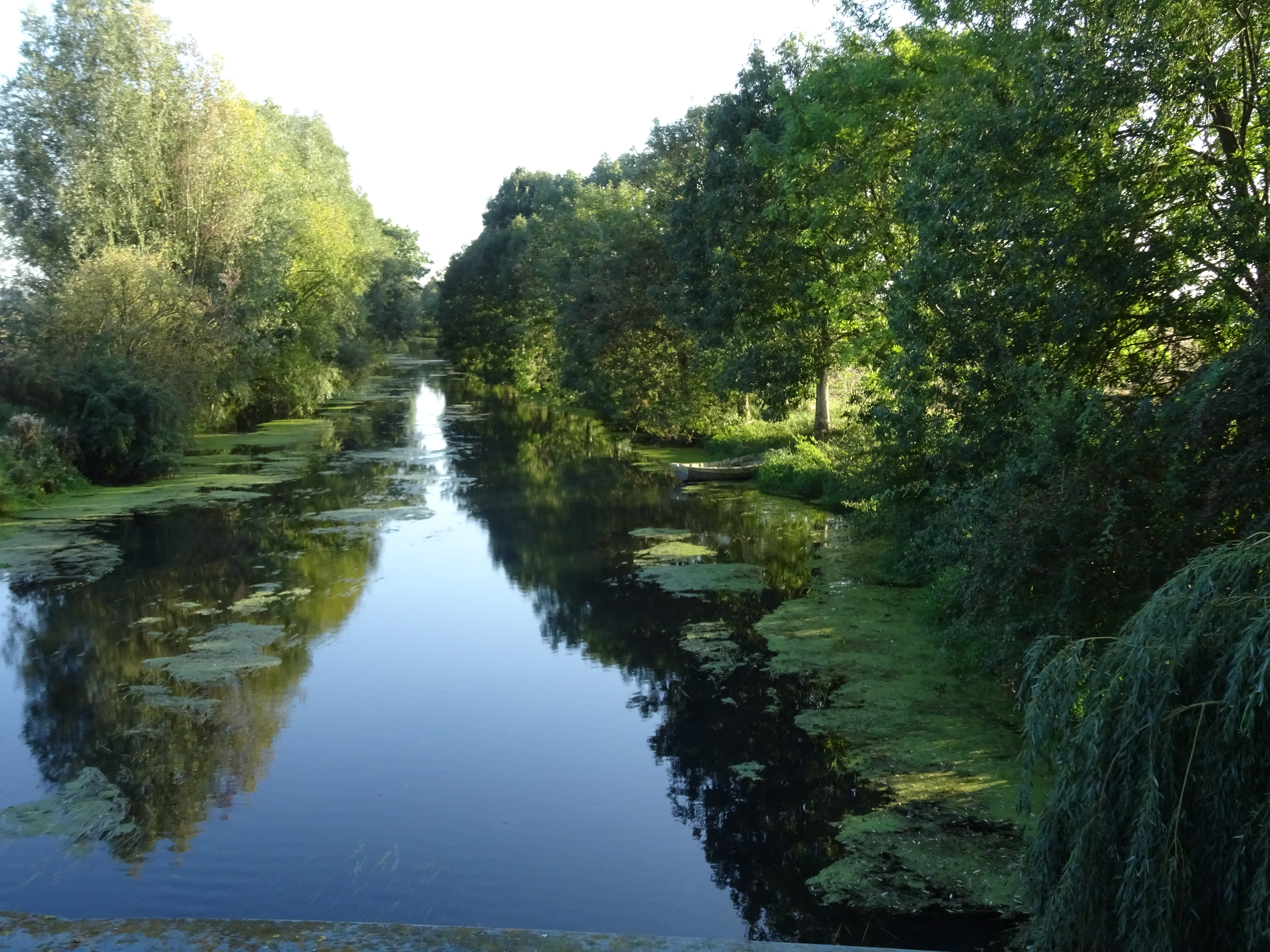
Kalflack bij Huisberden

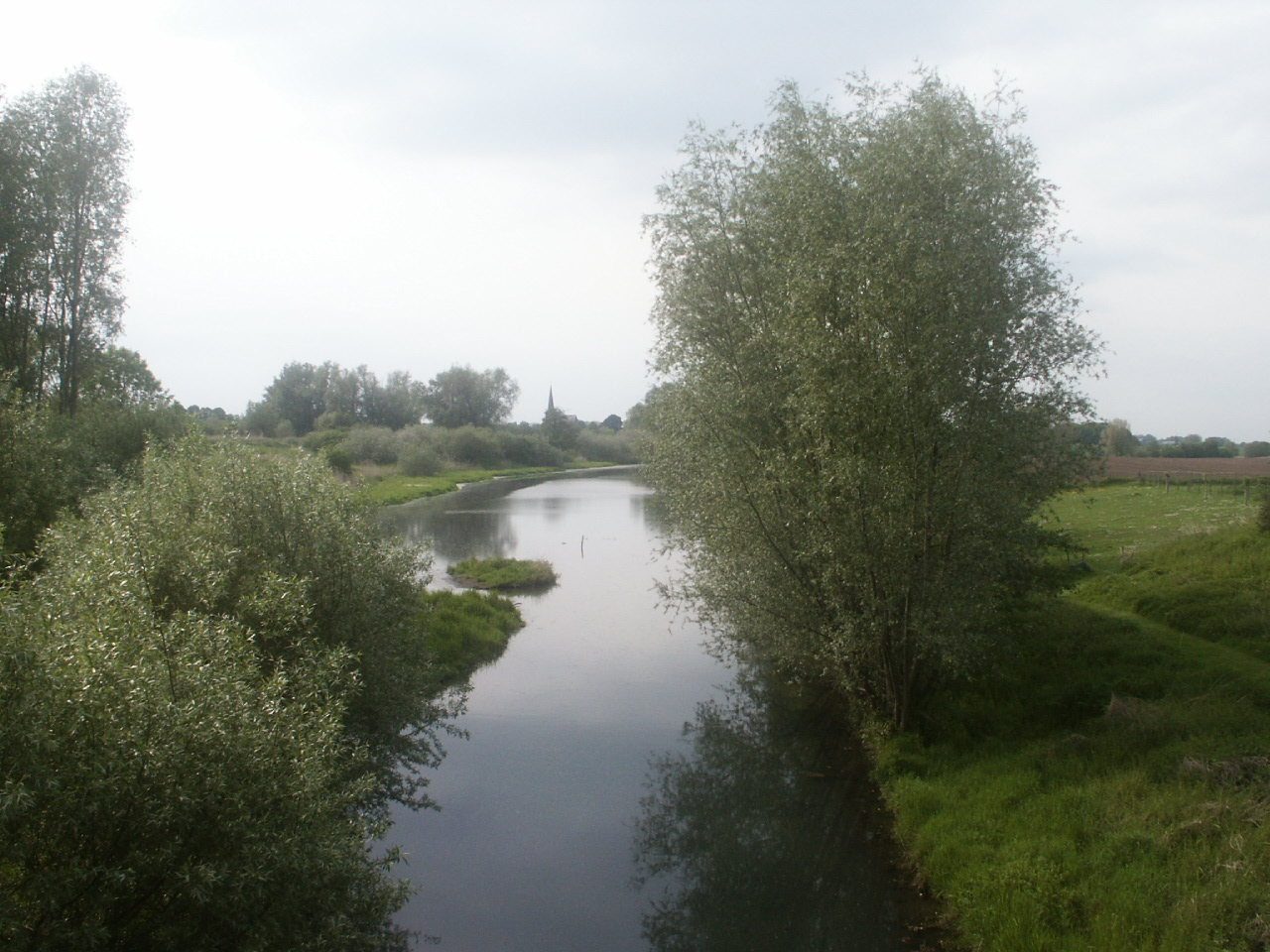
Kalflack bij Wissel

De Kalflack is een zijriviertje van de Rijn in de Nederrijnregio in Duitsland. De rivier draineert een oppervlak van 62.000 hectare. Het overgrote deel van deze waterloop, met een deel van het Volksgatt in de polder Bylerward, is beschermd als natuurgebied 'NSG Deichvorland bei Grieth mit Kalflack'.

## Geografie
De Kalflack begint even zuidelijk van het centrum van Kalkar en mondt bij Emmerik uit in de Rijn door middel van een gemaal, dat voorzien is van een vistrap. De Kalflack wordt onder andere gevoed door de Leibach die zich ten zuiden van de stad Kalkar splitst met Stadtgraben en ten noorden weer samenvloeit en even verderop Kalflack genoemd wordt. De Leibach wordt ter hoogte van Kehrum op haar beurt gevoed door de Boetselaersche Ley en de Hohe Ley.
Bylerward, behorend tot Kalkar, is een poldergebied dat door de Kalflack omstroomd wordt in de driehoek tussen Grieth, Wissel en Huisberden. Vanuit dit gebied wordt de Kalflack gevoed door de Entensumpfgraben, de Wardgraben, de Kielwardsgraben, het Volksgatt, de Emmericher Eyland-graben, de Bramenhofgraben en buitendijks de Prickenortergraben.
In dit agrarische landschap werden de boerderijen tot 1965 op wierden gebouwd omdat de Rijn 's winters ver buiten haar oevers trad en de laagstgelegen gronden in het hele gebied onder water zette. De flora en fauna van het riviertje worden sinds de inpoldering, door middel van een stevige Rijndijk, medio jaren jaren 60), niet meer beïnvloed door grote wisselingen in de waterstand.

## Waterweg, beschermd landschap en natuurgebied
De Kalflack wordt gevormd door een aaneenrijging van oude Rijnstrangen in een vlakke rivierdelta. In de middeleeuwen was het riviertje tot aan Kalkar bevaarbaar, in 1566 werd een jaagpad aangelegd van Kalkar naar de hoofdgeul van de Rijn bij Emmerik. 
Het riviertje heeft een  natuurlijke verloop. Het beheer is in handen van het waterschap (Duits: Deichverband) Xanten-Kleve.
De oevers van het riviertje zijn over het grootste gedeelte niet toegankelijk voor het publiek omdat deze sinds november 2000 over een lengte van negen kilometer als Flora-Fauna-Habitat (FFH) onder natuurbeschermingsregels vallen. 's Winters kunnen er ijsvogels gezien worden en vormen de akkers en weilanden aan de oevers een overwinteringsplaats voor groepen wilde zwanen en Arctische ganzen.
De Kalfack wordt extensief bevist door sportvissers van hengelsportverenigingen, waarbij ook paling gevangen wordt. Overige vissoorten zijn zeelt, blankvoorn, ruisvoorn en snoekbaars.

## Gemeentegrens
De Kalflack vormt over grote lengte, van Till tot Emmericher Eyland, de grens tussen de buurgemeentes Kalkar en Bedburg-Hau, respectievelijk Kalkar en Kleef. Bruggen bevinden zich in Kalkar, nabij Till, nabij Huisberden en nabij Emmericher Eyland. Ook nabij het Kaflackgemaal kan men over de Rijndijk het riviertje kruisen.
Bij de regering van de deelstaat Noordrijn-Westfalen bestonden enkele jaren geleden plannen om de polder Bylerward om te vormen tot een overloopgebied van de Rijn. Protesten van de lokale bevolking, met name van de agrarische bedrijven, die soms al generaties in het gebied gevestigd zijn en decennialang meebetaald hebben aan het onderhoud van de verstevigde Rijndijk, hielden dit tot nu toe tegen.

## Trivia
De naam van de rivier wordt ook vaak gespeld als 'Kalflak' en is dan een palindroom (keerwoord).